# Armatocereus godingianus subsp. brevispinus
Armatocereus godingianus subsp. brevispinus ist eine Unterart der Pflanzenart Armatocereus godingianus  in der Gattung Armatocereus aus der Familie der Kakteengewächse (Cactaceae). Das Epitheton brevispinus leitet sich von den  lateinischen Worten brevis für ‚kurz‘ sowie -spinus für ‚-bedornt‘ ab.

## Beschreibung
Armatocereus godingianus subsp. brevispinus wächst baumförmig, ist reich verzweigt und erreicht Wuchshöhen von bis zu 10 Meter. Es wird ein deutlicher bis zu 2 Meter hoher Stamm ausgebildet, der einen Durchmesser von 50 Zentimeter aufweist. Die ausgebreiteten, graugrünen Triebe erscheinen gräulich. Sie sind in 40 bis 80 Zentimeter lange Segmente mit einem Durchmesser von 7 bis 12 Zentimeter gegliedert, die zu beiden Enden hin verjüngt sind. Es sind vier bis sechs durch tiefe Einschnitte voneinander getrennte Rippen vorhanden, die 2 bis 4 Zentimeter hoch sind. Die sechs bis neun unauffälligen, ausgebreiteten. hellbraunen Dornen vergrauen im Alter. Sie weisen eine Länge von 2 bis 7 Millimeter auf.
Die schmal trichterförmigen, weißen Blüten stehen waagerecht vom Trieb ab. Sie sind 8 Zentimeter und erreichen einen Durchmesser von 6 Zentimeter. Die grünen Früchte sind eiförmig und 7 bis 10 Zentimeter lang.

## Systematik und Verbreitung
Armatocereus godingianus subsp. brevispinus ist in Ecuador in der Provinz Loja von Catamayo bis Loja in Höhenlagen von 1700 bis 2000 Metern verbreitet. 
Die Erstbeschreibung als Armatocereus brevispinus durch Jens E. Madsen wurde 1989 veröffentlicht. David Richard Hunt stellte die Art 2002 als Unterart zur Art Armatocereus godingianus.

## Nachweise